# Masahiro Kaneko
Masahiro Kaneko (金子 昌広 Kaneko Masahiro?), född 2 februari 1991 i Saitama prefektur, är en japansk fotbollsspelare.
Kaneko började sin karriär 2013 i Ventforet Kofu. 2014 flyttade han till Zweigen Kanazawa.